# Livre investigação científica
A escola de livre investigação científica do Direito, teve por seu grande representante François Gény, o qual por principais “Método de interpretação e fontes do direito privado positivo " (1889)  e Ciência e Técnica em Direito Privado Positivo (1913) ”.  
O século XIX foi o denominado século da razão, a qual era entendida como sinônimo de lei, a razão estaria na lei. A época, vicejavam três escolas jurídicas positivistas: escola francesa (exegetismo), escola alemã (jurisprudência dos conceitos) e a inglesa (jurisprudência analítica).  Contra esse apego demasiado ao texto da lei (positivismo jurídico), surgiram várias reações – escolas jurídicas – as quais tentaram desconstruir a ideia da sacralidade da lei . 
Gény argumenta que a legislação não seria a expressão de um princípio lógico-racional imposto pela razão, mas a manifestação da vontade do criador da lei, a qual, nem sempre se expressa da melhor forma. O reflexo do pensador decorre de seu momento histórico, pois, tendo se passado mais de cem anos da revolução, a França precisava atualizar suas instituições. Os magistrados que atuavam distante de Paris, proferiam decisões diferente das interpretações que seguiam à risca os códigos e ansiavam por uma reforma. No entender deles, nenhuma legislação poderia ser capaz de prever de antemão todas as relações sociais .

Vejamos que:
François Gény figura como a expressão mais notória deste movimento contraexegetista, que restou conhecido como Escola da Livre Investigação do Direito, cujas bases se assentam na premissa de que os fatos sociais reclamam uma postura diversa daquela perfilhada pelos signatários da Escola da Exegese. Segundo ele, não apenas pela literalidade da lei resolvem-se os conflitos sociais, mas também pelo manejo de variáveis como o costume, a analogia e a livre pesquisa científica realizadas pelo aplicador do Direito. (...) François Geny busca demonstrar que o intérprete, em determinados casos, não terá nenhuma alternativa quando, diante de uma determinada controvérsia para cuja solução as fontes formais revelaram-se insuficientes, verificar que será necessário valer-se de outros elementos. 
Essa escola de Direito reconhece que a legislação é a fonte principal do Direito, mas, quando necessário, o intérprete do direito terá que se socorrer em fontes jurídicas complementares (costume, tradição, autoridade e a livre investigação). O magistrado deverá tentar entender a vontade do legislador, não tendo, a época de Gény, sido incluída a jurisprudência como fonte do Direito.  A livre investigação não se submeteria a uma autoridade positiva, mas, sendo científica, deveria ser livre e basear-se em três princípios: autonomia da vontade; ordem e interesse público; justo equilíbrio entre os interesses privados opostos .
Afirma que a norma jurídica seria formada por dois elementos: o dado (realidade social) e o construído (normas previamente criadas para darem estabilidade à sociedade). O direito, nesse sentido, não estaria nas leis, mas, sim, na própria sociedade. O autor compreende que a função social do direito se realizar para além da legislação, par suprir lacunas normativas, mas, sem contrariar a lei, ao buscar o equilíbrio das relações sociais. A chamada “livre interpretação” somente deve ser usada em último caso e diante de uma lacuna jurídica – falta de lei  . 
Assim, deveria ser buscada a vontade do legislador, a qual é chamada de “ocassio legis”, ou ocasião da lei,  em suma, tudo aquilo que, de relevante, deu origem a norma jurídica (aspectos sociais, políticos, culturais, etc.), ou seja, as relações de fato consideradas relevantes pelo legislador, no momento da criação da lei . 
A escola da livre investigação científica, todavia, diferencia-se das perspectivas dogmáticas, por entender que a aplicação da lei pode mudar com o tempo, não devendo o aplicador do Direito forçar um entendimento, mas, entender que existe uma falta de norma (lacuna), a qual deverá ser completada – aceitando outras fontes normativas, para além de considerar, somente, a lei com única fonte admissível do Direito. A livre investigação, nesse sentido, só poderia ocorrer no casos de uma lacuna de fontes jurídicas formais. 